# Новіни (Радинський повіт)
Новіни (пол. Nowiny) — село в Польщі, у гміні Борки Радинського повіту Люблінського воєводства.
Населення — 251 особа (2011).
У 1975-1998 роках село належало до Люблінського воєводства.

## Демографія
Демографічна структура станом на 31 березня 2011 року:
|          | Загалом | Допрацездатний вік | Працездатний вік | Постпрацездатний вік |
| -------- | ------- | ------------------ | ---------------- | -------------------- |
| Чоловіки | 131     | 38                 | 82               | 11                   |
| Жінки    | 120     | 30                 | 64               | 26                   |
| Разом    | 251     | 68                 | 146              | 37                   |